# 广西平果足球俱乐部
广西平果足球俱乐部，简称广西平果，是一家位于中国广西壮族自治区的一个男子足球俱乐部，成立于柳州，目前主场设立于平果，正参加中国足球甲级联赛。
俱乐部成立于2018年，当年参加中冠联赛，位列总决赛第13名，递补进入2019年中乙联赛。2021年初，俱乐部更名为广西平果哈嘹，并于年底成功冲甲。在2022年中国足球甲级联赛中，广西平果哈嘹位列第11名，赛季共获得17场平局，创下中甲联赛单赛季最多平局纪录。2025年1月15日，俱乐部正式更名为广西平果。

## 历史
广西平果最初名为广西宝韵，投资方柳州市宝韵房地产开发有限公司的高级管理人员梁振华曾受迭戈·马拉多纳一代阿根廷足球国家队影响成为业余足球爱好者。宝韵曾在2017年赞助了柳州本地一支业余足球队，该队在当年的柳州市足球超级联赛中获得第8名。2018年，梁振华与朋友聊天提到广西职业足球话题时萌生了建立职业足球俱乐部的想法，2月27日，广西宝韵在柳州本地工商部门注册成立。俱乐部创立之初，即定下进军中乙，参加中国职业足球联赛的目标，他希望借此带动和发展广西的足球事业。随后，广西宝韵投入一千万元，报名参加了2018年广西足球超级联赛，主场设置在融水县民族体育场，韩振元任俱乐部首位主教练。球队一路全胜晋级至决赛，并在决赛中两回合2比1击败同城的柳州远道夺得赛事桂冠，获得当年中国足球冠军联赛的报名资格，这是俱乐部迄今唯一的冠军荣誉，球员刘永杰同时获得赛事最佳射手奖。球队在中国足球冠军联赛中被分配至南四区，以3胜2平0负战绩进入到全国总决赛，在八分之一决赛中不敌成都兴城止步十六强，最终位列全国总决赛第十三名。但因当年多家乙级联赛俱乐部解散而获得递补资格，升级至下一年乙级联赛。
2019赛季，为转型职业足球俱乐部，满足2019年中国足球乙级联赛准入要求，广西宝韵组建了梯队参加青年比赛，由于柳州当地足球场设施不完善，将主场搬迁至南宁的广西体育中心，并聘请了韩国籍主教练王净铉及其教练团队，王一达、丁全诚等曾在职业联赛效力的球员加盟俱乐部。赛季初广西宝韵参加了2019年中国足协杯，前两轮均获得胜利，并于2018年3月17日迎来首场职业联赛，最终客场1比2负于浙江毅腾。但广西宝韵在足协杯第二轮比赛取胜后，突然宣布王净铉下课，裴恩才出任新帅。又因俱乐部称主场和备用主场柳州体育中心未达到职业联赛比赛要求，赛季前15轮广西宝韵均为客场比赛。裴恩才执教期间，连续客场比赛的广西宝韵中乙战绩糟糕，联赛前11轮2平9负位列南区垫底，面临降级风险。在此情况下，广西宝韵于6月6日宣布裴恩才下课，由助理教练朱劲松和韦洪代理主教练职责。同时广西宝韵也宣布了赛季后半段主场为柳州体育中心。6月24日，俱乐部宣布杨林接任主教练。在以杨林为主教练的教练班组指导下，赛季后半段回到主场的广西宝韵最终以南区第14名保级。
2020赛季，由于俱乐部与柳州体育场馆管理单位未能就主场租用达成一致，广西宝韵在3月31日第二次搬迁主场至东兴市，并在“广西”和“宝韵”中间冠名“东兴”。8月7日，广西东兴宝韵宣布赵昌宏任主教练。因2019冠状病毒病中国大陆疫情影响，广西东兴宝韵全部联赛均在云南昆明海埂赛区完成，最终位列该赛区11支参赛俱乐部中的第10名。赛季结束后，俱乐部解除了赵昌宏的主教练职务。
2021赛季，俱乐部第三次搬迁主场至平果市，因中国足协俱乐部名称中性化要求，俱乐部名称由广西东兴宝韵更名为广西平果哈嘹，其名称“哈嘹”来自“赶歌圩”的壮语译音，是平果嘹歌中的一个重要曲调。同时广西平果哈嘹转入13名新球员，其中包括前队长李菲。俱乐部又重新聘请杨林任主教练和副总经理，其团队负责2021赛季的教练职务，聘请足球媒体人、广西足球超级联赛创办人贾蕾仕任总经理。在该赛季中国足球乙级联赛第一阶段的比赛中，广西平果哈嘹位居A组第二，进入冲甲组行列，其中在第5轮和第9轮比赛中广西平果哈嘹以5比1的比分分别大胜绍兴柯桥越甲和丹东腾跃，是俱乐部在职业联赛的最大比分纪录。在联赛两阶段休赛期间，广西平果哈嘹又引进曾在中超、中甲效力的王子铭、陈曾、崔佳琦、刘小龙、贾鑫尧等5名队员，在此期间俱乐部参加了足协杯预赛，于第二轮点球大战负于丹东腾跃，无缘正赛。广西平果哈嘹在中乙联赛冲甲组连续七轮不败，最终排名第三，在与新疆天山雪豹的升降级附加赛中，他们以两回合总比分1比0击败了对手，代表广西足球时隔27年再度升入中国第二级联赛。
2022赛季，俱乐部继续加大投入以准备中甲，引入了巴西裔香港球员辛祖、塞尔维亚球员姆拉登·科瓦切维奇和大卫·马迪奥斯三位外援，聘请了李强作为新任技术总监、一线队领队。2月初，俱乐部组建了U21队，4月2日，俱乐部通过中甲联赛准入，在赛事第一阶段被分至唐山赛区，在第2轮比赛中，俱乐部4比1战胜淄博蹴鞠，取得中甲首胜。但在随后的比赛中俱乐部表现不佳，得分困难。赛季中，俱乐部以奥斯卡·塞斯佩德斯·卡贝萨团队替代杨林团队为新教练组。安永佳、法布里西奧等球员加入俱乐部。但不久后，奥斯卡即因个人原因离职，赵昌宏再任主教练。在此期间，足协杯第二轮与河南嵩山龙门的比赛，原计划是俱乐部首次平果主场作赛，但最终改至唐山。而俱乐部首次平果主场比赛是10月14日战胜江西黑马青年的友谊赛。11月9日俱乐部在保级关键战中击败北京理工，这场比赛也是俱乐部第100场职业联赛。11月27日，赵昌宏因家事离开赛区，姜晨担任球队执行教练。赛季下半段俱乐部胜少平多，最终平局17场，创下中甲联赛单赛季平局最多纪录。
2023赛季初，俱乐部一度曝出欠薪问题，但在准入前及时补发了欠薪确保继续参赛。本赛季赵旭日、邹正等前中国国脚，塞尔维亚球员杰里奇加盟球队，王霄任体育总监，姜晨转正为一线队主教练，波黑教练泽拉鲁丁·莫哈雷莫维奇任助理教练。4月22日，球队在首个中甲主场比赛中3比0战胜济南兴洲，拿下中甲首胜。由于本场比赛俱乐部采取免费发放球票的方式，加上当天为三月三，共15806名观众进入平果体育场。在联赛第7轮，球队主场4球大胜辽宁沈阳城市取得4连胜，登顶积分榜首位，并将主场观众纪录再度刷新为15986人。球队一度领跑中甲积分榜，获得联赛半程冠军。尽管俱乐部官方未表态冲超，但在夏季转会窗期间引入李学鹏、胡人天、宋志伟多名球员，又有冲超意图。俱乐部随后邀请阿里·汉成为技术总监，正式表态冲超。但球队第17轮负于青岛西海岸，失去积分榜首位置，又被排名末位的无锡吴钩逼平，失去领先优势。10月7日，姜晨下课，阿里·汉和杜震宇组成新教练组接过姜晨的工作。赵图强作为名义上的主教练。俱乐部此时明确表态已得到当地政府和投资人支持，目标扎根平果，全力冲超。在中秋节前，球队与东方足球队进行了一场友谊赛，这是球队首次与中国足协体系之外的职业队伍交锋。然而10月21日，球队遭南京城市所败，提前两轮无缘升级。最终，球队名列第4。赛季结束后，加夫里接任主教练。

## 主场

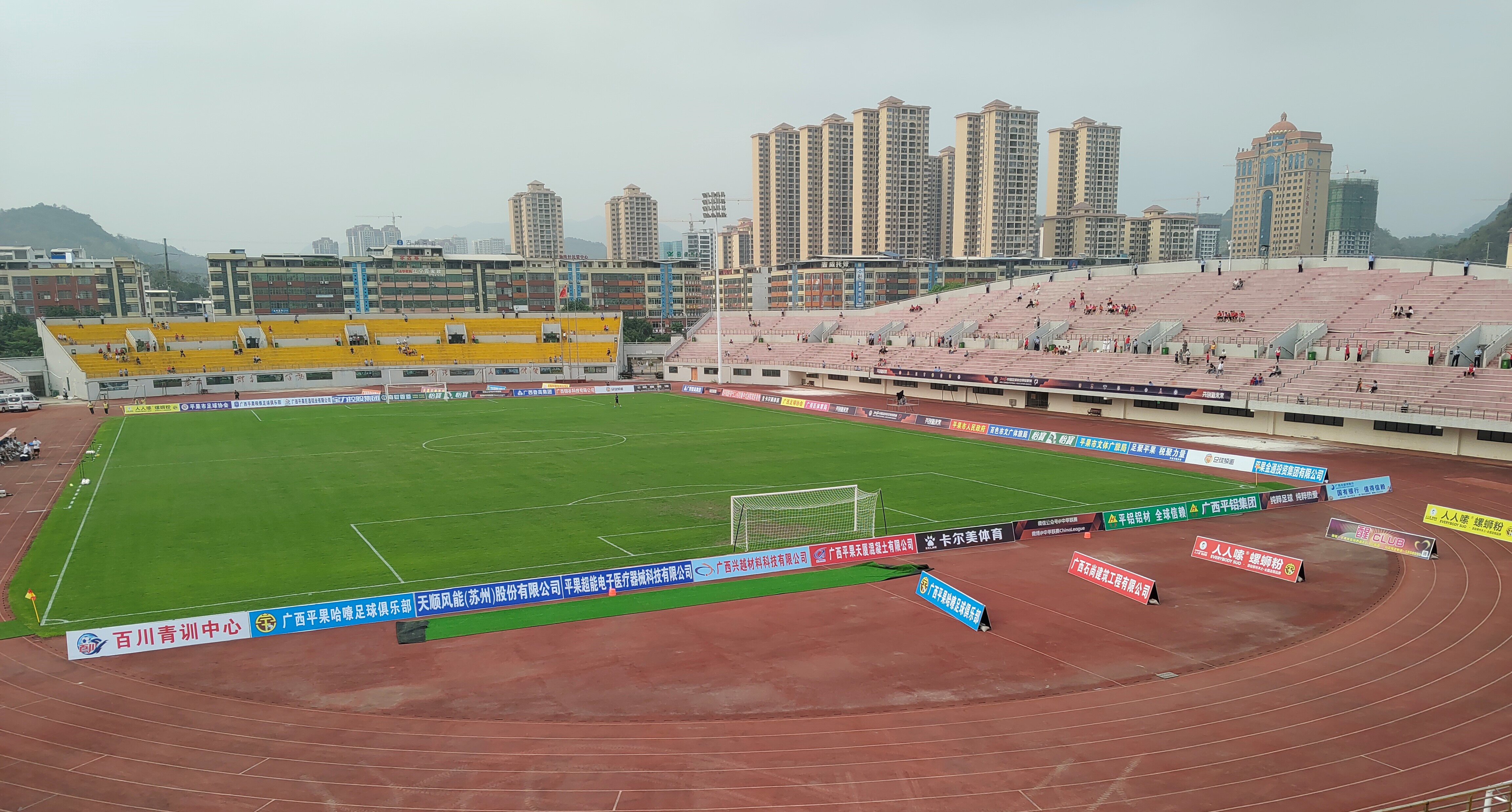
Pingguo Stadium (Double Third Festival 2023)

广西平果曾使用过融水县民族体育场、柳州市体育中心体育场、平果体育场作为主场。融水县民族体育场是俱乐部2018年使用的主场，是融水民族体育公园的一部分，曾于2012年改造，可容纳2.5万人。柳州体育中心是2019赛季后半段俱乐部的主场，1995年建成，2018年开始改造，2019年改造完成，可容纳3.5万名观众。东兴市体育中心是2020赛季名义上的主场，但由于该赛季联赛采用赛会制，俱乐部并未在该体育场进行过正式比赛。平果体育场是俱乐部2021赛季开始使用的主场，于2012年6月开始动工兴建，2016年2月交付使用，投资1.05亿元，可容纳15,990名观众，配备一个标准足球场及8x400米环形跑道。为符合足协中甲联赛的准入要求，体育场于2022年初进行大规模翻新工作。8月31日，球场通过Labosport的认证。2023年联赛开赛后，由于球迷观赛热情较高，球票供不应求，平果市政府决定扩容球场。

## 历史队名队徽

广西平果哈嘹

- 广西宝韵足球俱乐部（2018-2019）
- 广西宝韵足球俱乐部东兴宝韵队（2020）
- 广西平果哈嘹足球俱乐部（2021-2023）
- 广西平果哈嘹足球俱乐部国晶队（2024）

广西平果哈嘹队徽自俱乐部进入职业联赛开始就在使用，队徽主体为宝韵的“宝”字作足球的圆形变形，“宝”字主色调为黄色，背景为深咖色，“宝”字上面的一点为元宝，寓意招才进宝，下面的一点为蓝色祥云，整体结构设计来源于广西壮族的木楼。队徽表达了对广西足球的发展的美好愿景和对广西培养更多足球人才的希冀。

## 教职员
| 职位    | 姓名     |
| ------- | -------- |
| 王霄    | 体育总监 |
| 阿里·汉 | 技术总监 |
| 加夫里  | 主教练   |
| 刘继夫  | 领队     |
| 埃杜    | 助理教练 |
| 大卫    | 助理教练 |
| 杜震宇  | 助理教练 |

| 序号 | 主教练                   | 任期           | 任期           |
| 序号 | 主教练                   | 就任           | 离任           |
| ---- | ------------------------ | -------------- | -------------- |
| 1    | 韩振元                   | 2018年3月      | 2018年10月     |
| 2    | 王净铉                   | 2018年10月     | 2019年4月3日   |
| 3    | 裴恩才                   | 2019年4月3日   | 2019年6月6日   |
|      | 朱劲松、韦洪广（代理）   | 2019年6月6日   | 2019年6月24日  |
| 4    | 杨林                     | 2019年6月24日  | 2019年12月19日 |
| 5    | 赵昌宏                   | 2020年8月7日   | 2020年11月19日 |
|      | 韩振元（代理）           | 2020年11月19日 | 2021年4月26日  |
| 6    | 杨林                     | 2021年4月26日  | 2022年7月17日  |
| 7    | 奥斯卡·塞斯佩德斯·卡贝萨 | 2022年7月18日  | 2022年9月3日   |
|      | 姜晨（代理）             | 2022年9月3日   | 2022年9月21日  |
| 8    | 赵昌宏                   | 2022年9月21日  | 2022年11月27日 |
|      | 姜晨（代理）             | 2022年11月27日 | 2023年4月17日  |
| 9    | 姜晨                     | 2023年4月17日  | 2023年10月7日  |
|      | 赵图强（代理）           | 2023年10月7日  | 2023年12月6日  |
| 10   | 加夫里                   | 2023年12月7日  | 2024年4月2日   |

## 成绩荣誉

### 俱乐部纪录
- 最大比分胜绩：
  - 正式比赛：10:0，对广西民族大学足球队（2018年6月16日，融水县民族体育场，广西足球超级联赛1/4决赛次回合）
  - 职业比赛：5:1，对绍兴柯桥越甲（2021年6月4日，都匀国际足球小镇12号场，2021年中国足球乙级联赛第一阶段第5轮）和丹东腾跃（2021年7月2日，都匀国际足球小镇1号场，2021年中国足球乙级联赛第一阶段第9轮）
- 最大比分败绩：0:5，对泰州远大（2019年4月17日，泰兴市体育中心，中国足协杯第三轮）
- 最长连胜场次：
  - 正式比赛：8场，2018年广西足球超级联赛小组赛第一轮至半决赛次回合
  - 职业比赛：4场，2023年中国足球甲级联赛第4轮至第7轮
- 最长连败场次：8场，2019年中国足球乙级联赛第8轮至第15轮
- 最长连平场次：5场，2022年中国足球甲级联赛第5轮至第9轮
- 职业比赛进球最多球员：安永佳（15球）
- 最多观众：15,999人，2023年8月26日平果体育场（对广州，2023年中国足球甲级联赛第20轮）

### 俱乐部成绩
- 更新于2024年12月5日。只包括中国足球联赛系统内赛事和足协杯成绩。

| 赛季 | 联赛 | 联赛 | 联赛 | 联赛 | 联赛 | 联赛 | 联赛 | 联赛   | 联赛 | 足协杯 | 主场                              | 场均观众   |
| 赛季 | 等级 | 赛   | 胜   | 平   | 负   | 进球 | 失球 | 积分   | 位次 | 足协杯 | 主场                              | 场均观众   |
| ---- | ---- | ---- | ---- | ---- | ---- | ---- | ---- | ------ | ---- | ------ | --------------------------------- | ---------- |
| 2024 | 2    | 30   | 11   | 14   | 5    | 42   | 37   | 47     | 8    | 第五轮 | 平果体育场                        | （待补充） |
| 2023 | 2    | 30   | 14   | 12   | 4    | 38   | 20   | 54     | 4    | 第二轮 | 平果体育场                        | 15,134     |
| 2022 | 2    | 34   | 6    | 17   | 11   | 32   | 36   | 35     | 11   | 第二轮 | 平果体育场                        | 0          |
| 2021 | 3    | 28   | 15   | 9    | 4    | 58   | 25   | 54     | 3    | 第二轮 | 无                                | 717        |
| 2020 | 3    | 10   | 2    | 2    | 6    | 8    | 13   | 8      | 17   | 无资格 | 无                                | 70         |
| 2019 | 3    | 30   | 7    | 5    | 18   | 23   | 40   | 26     | 27   | 第三轮 | 广西体育中心 柳州市体育中心体育场 | 2,366      |
| 2018 | 4    | 7    | 3    | 3    | 1    | 18   | 7    | 不适用 | 13   | 无资格 |                                   |            |
| 2018 | 5    | 12   | 11   | 1    | 0    | 48   | 3    | 不适用 | 1    | 无资格 | 融水县民族体育场                  |            |

1. ↑  即1/8决赛。
2. ↑  仅计算开放观众的比赛。